# Albert Alavedra
Albert Alavedra Jimenez (* 26. Februar 1999 in Castellbell i el Vilar) ist ein ehemaliger spanisch-andorranischer Fußballspieler. Er stand zuletzt bei Vardar Skopje in Nordmazedonien unter Vertrag.

## Karriere

### Verein
Alavedra verbrachte fast seine gesamte fußballerische Karriere in Spanien, wo er auch geboren wurde. Seine ersten Schritte ging er in der Jugend des großen katalanischen Klubs Espanyol Barcelona. Nach weiteren Stationen bei CE Sabadell und CF Damm wechselte er 2012 zu UD Logroñés. Bis 2023 kamen weitere Stationen bei verschiedenen unterklassigen Vereinen Spaniens hinzu. Im Januar 2023 verließ er sein Geburtsland zum ersten Mal und wechselte zu ND Primorje in die zweite slowenische Liga. Noch im gleichen Jahr ging es für Alavedra weiter zu Vardar Skopje in Nordmazedonien – dem größten Verein des Landes und gleichzeitig dem größten Verein seiner Karriere. Nur wenige Monate und zwei Spiele später beendete er überraschend seine Karriere.

### Nationalmannschaft
Für die andorranische Nationalmannschaft war Alavedra in der Jugend, später auch in der A-Nationalmannschaft aktiv.